# Sabatieria americana
Sabatieria americana är en rundmaskart som beskrevs av Timm. Sabatieria americana ingår i släktet Sabatieria och familjen Comesomatidae. Inga underarter finns listade i Catalogue of Life.